# Mecomma dispar
Mecomma dispar är en insektsart som först beskrevs av Karl Henrik Boheman 1852.  Mecomma dispar ingår i släktet Mecomma, och familjen ängsskinnbaggar. Arten är reproducerande i Sverige.